# 錦滷餛飩

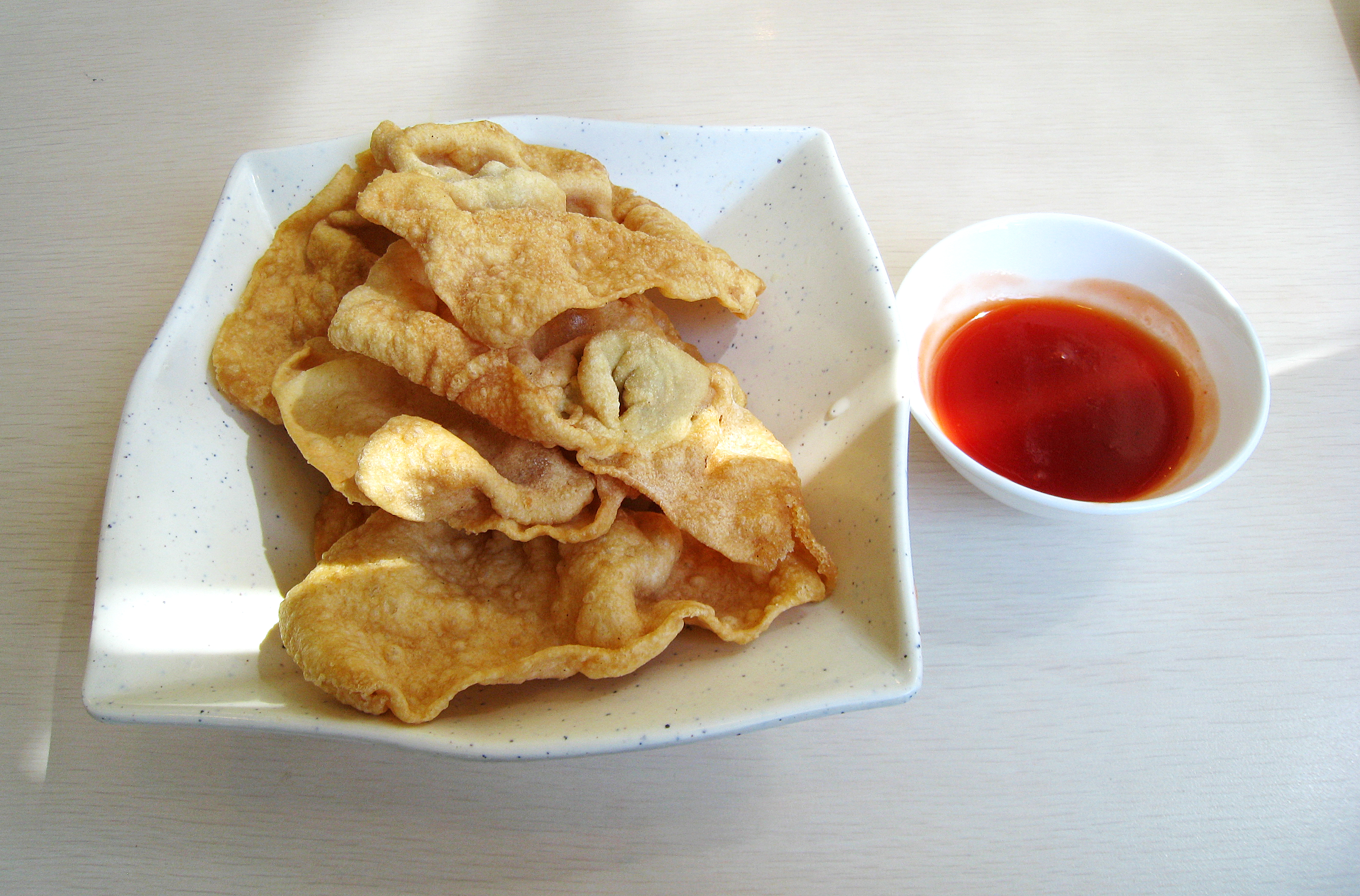
日常見的炸雲吞

錦滷餛飩是一種中式點心，以竹昇麵為皮，蝦和豬肉為餡，以油炸成，佐以虾肉粒、叉烧粒、鱿鱼粒、五柳絲、豬雜、雞雜、海鮮、洋葱末、青椒、红椒末等煮成的醬汁，今多以甜酸汁代替。
锦卤云吞又名锦绣良缘，是典型的广东乡土菜，常用於婚宴。